# Fire Force
Pour le manga de Atsushi Ōkubo, voir Fire Force (manga).

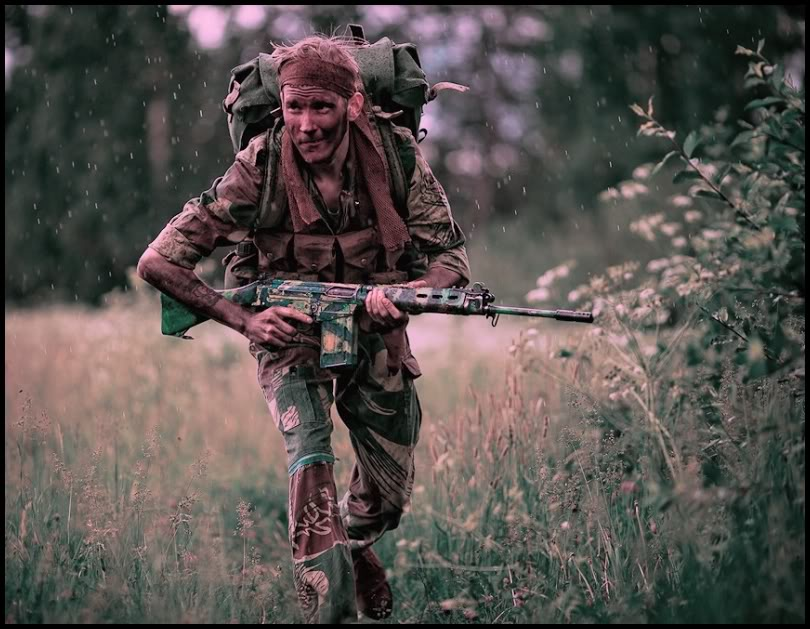
Simulation d'un fantassin de la Rhodesian Light Infantry de 1979, équipé comme à l'époque.

La Fire Force est un procédé de contre-insurrection conçu par le commandement rhodésien pendant la guerre du Bush de Rhodésie du Sud (1964-1979), et mis en œuvre par la Rhodesian Air Force et la Rhodesian Army. Cette tactique a permis aux Rhodésiens de tenir, malgré un isolement sur la scène internationale, une infériorité numérique et peu de moyens. Le terme Fire Force — on trouve également fireforce dans la littérature — désigne aussi bien la tactique en elle-même que les unités étant affectées pour un temps à ce mode opératoire, qui sont alors désignées comme étant une fireforce.

## Contexte

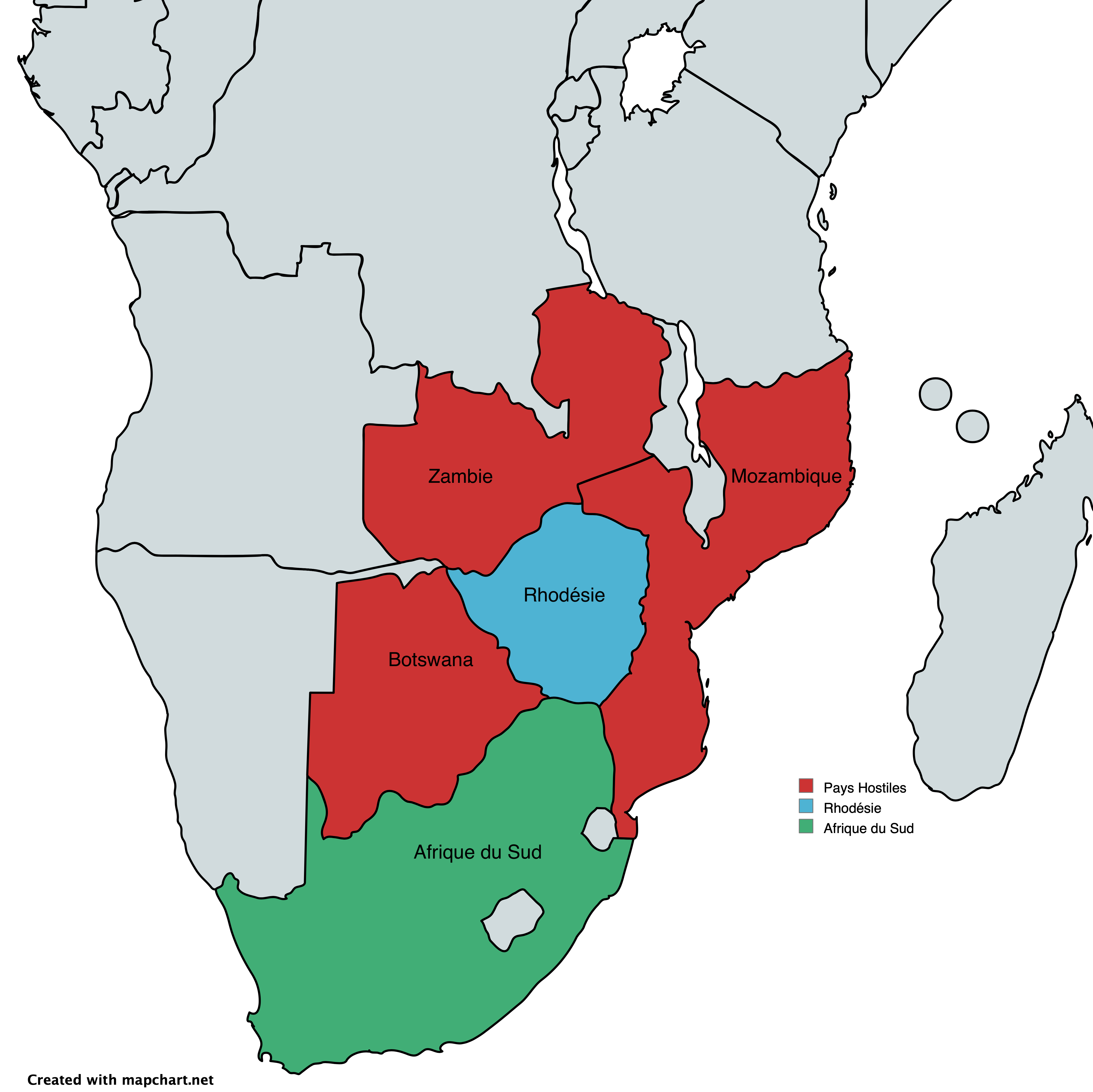
Situation de la Rhodésie en 1975.

La Rhodésie est situé au sud de l'Afrique et a une frontière avec l'Afrique du Sud, la Zambie, le Mozambique et le Botswana. Ce pays bénéficie d'un statut particulier au sein de l'empire britannique, puisqu'il a un statut de colonie autonome avec son propre gouvernement, mais également ses propres forces armées intégrées au commandement du Commonwealth. En 1965, Ian Smith, afin d'éviter que la minorité blanche perde le pouvoir, va déclarer unilatéralement son indépendance. À partir de ce moment, la Rhodésie est isolée sur la scène internationale et les mouvements nationalistes africains se rebellent (ZANLA, ZIPRA). En 1953, le pays compte 157 000 Européens pour 1 719 000 Africains.
La Rhodésie est donc entourée de pays hostiles à la suite de l'indépendance du Mozambique en 1975. La Fire Force, développée à partir de l'idée de la Force de réaction rapide et en s'inspirant de l'utilisation des hélicoptères pendant la guerre d'Algérie, va devenir la réponse incontournable.

## Force en présence
La tactique nécessite une compagnie d'infanterie ainsi que des moyens d'attaque au sol. Les unités les plus souvent utilisées seront la Rhodesian Light Infantry (RLI) et le Rhodesian African Rifle (RAR). L'effectif est normalement d'environ 130 hommes, mais du fait du manque d'hommes, celui-ci descendra le plus souvent à 90 hommes. Il existe dans le pays trois bases prêtes à envoyer des fireforces.
Au sein des compagnies, les hommes sont organisés en stick de quatre hommes. Le chef est équipé d’un poste de radio, de cartes, un fusil FN FAL, 100 cartouches (7,62 × 51 mm OTAN) et plusieurs types de grenades. Le mitrailleur porte la mitrailleuse légère FN MAG et 8 bandes de 50 cartouches. Les deux autres sont des voltigeurs armés d’un fusil FN et de 100 cartouches, de grenades à main, grenades à fusil et trousses de premiers soins. 

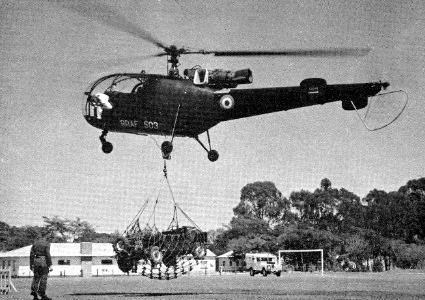
Hélicoptère Alouette III de la Royal Rhodesian Air Force.

Une fireforce est équipée de quatre hélicoptères Alouette III, souvent un K-Car (pour killing-car) et trois G-Car (pour General Duties). Le K-Car sert d'hélicoptère d'appui au sol et de poste de commandement, emportant outre le pilote un mécanicien (pouvant tirer au canon de 20 mm), un médecin et le commandant de la formation. Les G-Car emportent eux un stick en plus du pilote et du mécanicien qui arme deux mitrailleuses Browning en .303 couplées.
Pour le transport des parachutistes, la Rhodesian Air Force dispose de C-47 Dakota et de Cessna Skymaster spécialement modifiés pour l'attaque au sol équipés de roquettes SNEB de 37 mm et de Frantan (napalm fabriqué localement). Dans les cas où les ennemis se révèleraient plus résistants que prévu, le commandant peut également faire appel à des Hawker Hunter ou des English Electric Canberra.
Enfin, des véhicules de type Land Rover ou Unimog modifiés pour résister aux mines équipent également les fireforce.
Il est également à noter que des volontaires étrangers ont servi pendant la guerre du Bush et ont participé à des opérations de Fireforce ; ils viennent de Grande-Bretagne, d’Australie, des États-Unis ou bien de France (les Français formeront la 7e compagnie indépendante).

## Mode opératoire

### Principe
La Fireforce est une tactique d'enveloppement vertical avec des moyens aéroportés, héliportés et motorisés ayant pour objectif d'utiliser au mieux les faibles moyens des forces armées rhodésiennes. Il s'agit d'allier les hélicoptères de l'Armée de l'Air Rhodésienne avec les unités d'infanterie afin de bénéficier d'une force de réaction rapide capable de se déplacer rapidement sur l'ensemble du territoire et d'intervenir au moindre signalement.
La Fireforce est donc une opération coup de poing visant à anéantir les bandes rebelles dès qu'elles sont repérées par les postes d'observation disséminés sur l'ensemble du territoire. Les unités doivent boucler la zone repérée, empêchant tout repli, puis neutraliser l'ennemi.

### 1. Le renseignement
En tant que force de réaction rapide, la fireforce doit bénéficier de renseignements précis et à jour. Leur renseignement provient de plusieurs sources : vol de reconnaissance, renseignements obtenus auprès de rebelles capturés ou bien même dans des balises de suivi laissées à l'intérieur de radios dans des magasins ruraux que les services de renseignement (Special Branch) estimaient avoir de fortes probabilités d'être volées.  Mais le moyen le plus efficace pour obtenir les renseignements a certainement été la mise en place des selous scouts, capables d'opérer sous fausse bannière. 
Des unités à cheval ont également été mises en place et parcouraient la savane afin de détecter d'éventuels rebelles.

### 2. LaFire Force

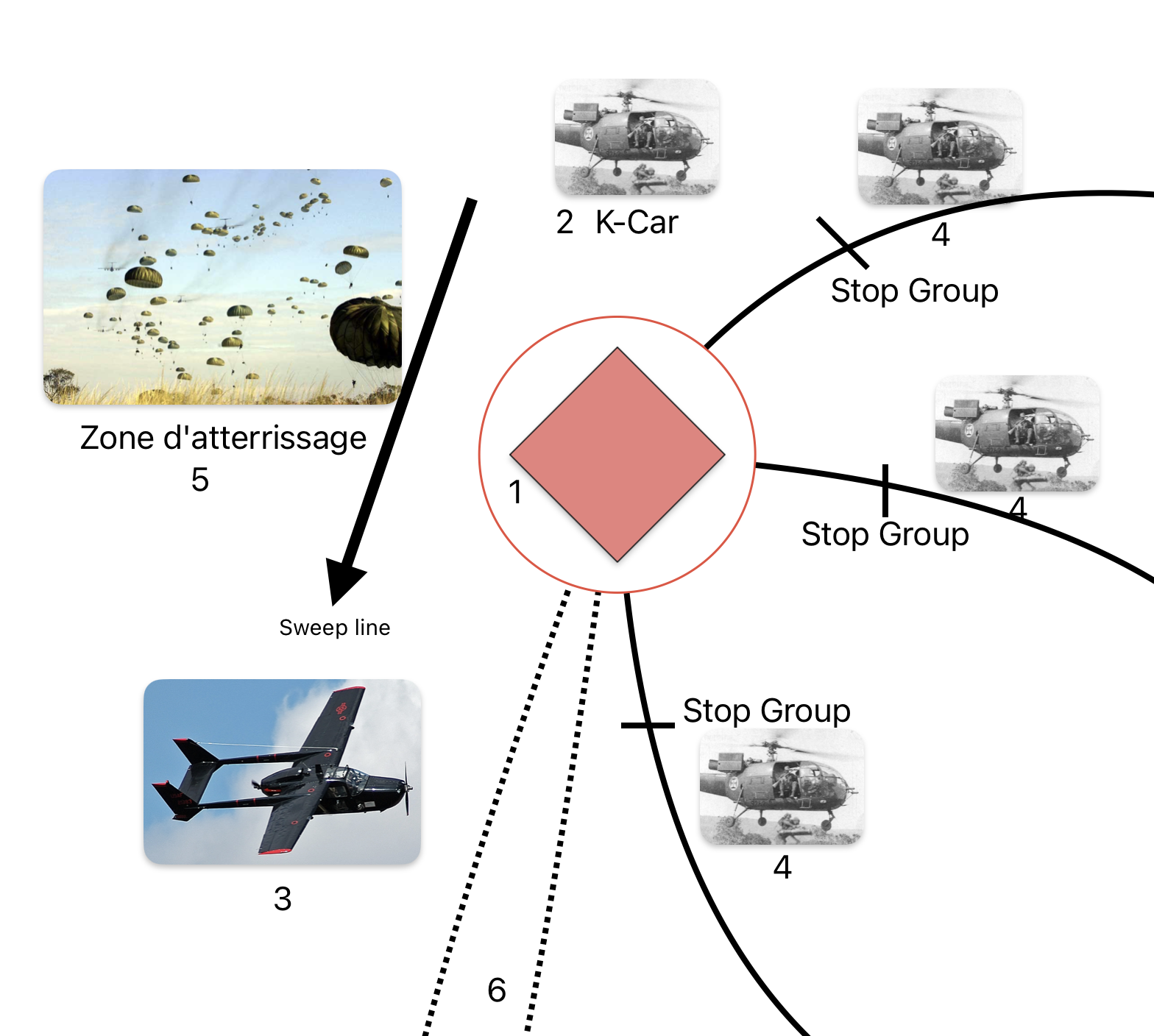
Schéma Tactique de la Fireforce

La Fireforce peut schématiquement être découpée en 5 étapes.
1. Dans un premier temps, les rebelles sont repérés par le renseignement. Immédiatement une zone est créée afin de procéder au bouclage. Le chef du point d'observation mène le K-Car au-dessus des insurgés.
2. Le premier engin à arriver sur les lieux est le K-Car, avec le commandant à son bord. Celui-ci repère les lieux afin de pouvoir communiquer au G-Car les emplacements pour les stop group. Si les insurgés sont visibles, le mécanicien peut engager le feu avec son canon de 20 mm afin de fixer leurs positions.
3. Le Cessna Skymaster, surnommé lynx arrive et ouvre le feu avec ses roquettes ou des bombes au napalm. De ce fait les forces rhodésiennes bénéficient immédiatement de la supériorité de feu.
4. Trois Alouette III déposent chacun un stick de quatre hommes afin de verrouiller un secteur de fuite potentiel. Chaque stick dispose d'un servant de mitrailleuse FN MAG et est commandé par un corporal, un lance-corporal ou un soldat. Ces sticks sont appelés Stop Group.
5. Une fois les Stop Group en place, cinq sticks sont parachutés (une vingtaine d'hommes) sur une zone, ils constitueront la sweep line et seront chargés de rabattre les insurgés vers les Stop Group. Ils devront opérer la jonction avec les sticks chargés d'empêcher la fuite. Cette étape correspond à la fin de la première vague : la vague aéroportée.
6. Dans un dernier temps, le reste de la compagnie assignée à la Fireforce arrive par voie terrestre, étape appelée Landtail. Ils viennent apporter éventuellement du renfort mais surtout du ravitaillement pour les hélicoptères et récupérer les armes.

Il est à noter que du fait de l'embargo, chaque soldat doit récupérer son parachute, mais également que chaque arme est récupérée. C'est ainsi que les Rhodésiens ont pu s'équiper en RPG-2 et RPG-7 récupérés aux rebelles.
Ce genre d'opération pouvait avoir lieu plusieurs fois par jour, et les parachutistes sautaient à environ 150 m du sol, le plus proche possible de l'ennemi ce qui permettait d'avoir une distance maximale entre les hommes de 50 m. Les 20 hommes sautaient en 10 à 12 secondes de l'avion et devaient être opérationnels immédiatement une fois au sol.

### 3. Effets et conséquences
La Fireforce est donc un procédé extrêmement efficace, ayant permis à la Rhodésie de défendre un territoire immense de près de 400 000 km2 avec 50 000 hommes dans ses forces de sécurité. À titre de comparaison, la superficie du Vietnam est de 330 000 km2 et les Américains y avaient déployé près d'un demi million d'hommes.
Ce conflit met également en avant l'importance de la collaboration entre les unités aériennes et terrestres comme l'avaient pressenti certains colonels français pendant la guerre d'Algérie.
Cependant, cette tactique nécessite d'importantes ressources pour de faibles résultats (quelques dizaines de rebelles neutralisés par sortie), de plus la guérilla a vu ses effectifs croître tout au long du conflit et la population a également pris parti pour elle, montrant bien que la victoire militaire ne suffisait pas pour obtenir une victoire stratégique. 

## Exemples
Plusieurs opérations emblématiques ont pu démontrer l'efficacité de cette tactique. Ce fut par exemple le cas de l'opération Hurricane, qui s'est déroulée dans le Nord-Est du pays à la frontière du Mozambique en 1973 dans laquelle 179 insurgés perdent la vie pour 44 pertes dans les forces armées et 12 civils blancs.
Une des opérations les plus efficaces est l'Opération Dingo (en) du 23 au 25 novembre 1977 contre le camp de Chimoio et de Tembue au Mozambique. À Chimoio, ce sont 184 militaires rhodésiens qui attaquent un camp du ZANLA de 2 500 rebelles. L'opération était d'envergure et minutieusement préparée. Au total elle ne fera que 2 morts (dont un dans un accident d'hélicoptère) et 6 blessés chez les Rhodésiens contre 1 200 à 3 000 rebelles tués.

### Filmographie
Le Putsh des mercenaires (A game for vultures), 1980, film suisse de James Fargo (avec Richard Harris et Ray Milland) met en scène une frappe de Fireforce.